# 隞
隞又作敖、嚣，或称隞都，是商朝的都城。商朝曾经频繁迁都，不下百次。根据《竹书纪年》的记载，商王中丁因水灾和争战等原因，从亳迁都于隞都。
具体所在有争议。一说今河南省荥阳市东北敖仓或敖山，二说今山东省沂蒙山区，三说今郑州商城遗址是隞都所在，亦有认为位于今河南省郑州市的西北的石拂乡小双桥村一带的小双桥遗址即隞都遗址。

## 参看
- 亳